# Daphnella pulviscula
Daphnella pulviscula is een slakkensoort uit de familie van de Raphitomidae. De wetenschappelijke naam van de soort is voor het eerst geldig gepubliceerd in 2006 door Chino.